# Toxorhina cuthbertsoni
Toxorhina cuthbertsoni är en tvåvingeart som beskrevs av Alexander 1937. Toxorhina cuthbertsoni ingår i släktet Toxorhina och familjen småharkrankar. Inga underarter finns listade i Catalogue of Life.